# Sienhachenbach
Sienhachenbach là một đô thị thuộc huyện Birkenfeld, trong bang Rheinland-Pfalz, phía tây nước Đức. Đô thị Sienhachenbach có diện tích 7,6 km², dân số thời điểm ngày 31 tháng 12 năm 2006 là 226 người.